# Râul Ciurgău, Slătioara
Râul Ciurgău este un curs de apă, afluent al râului Slătioara. 

## Hărți
- Harta județului Suceava